# Lindsay Ell

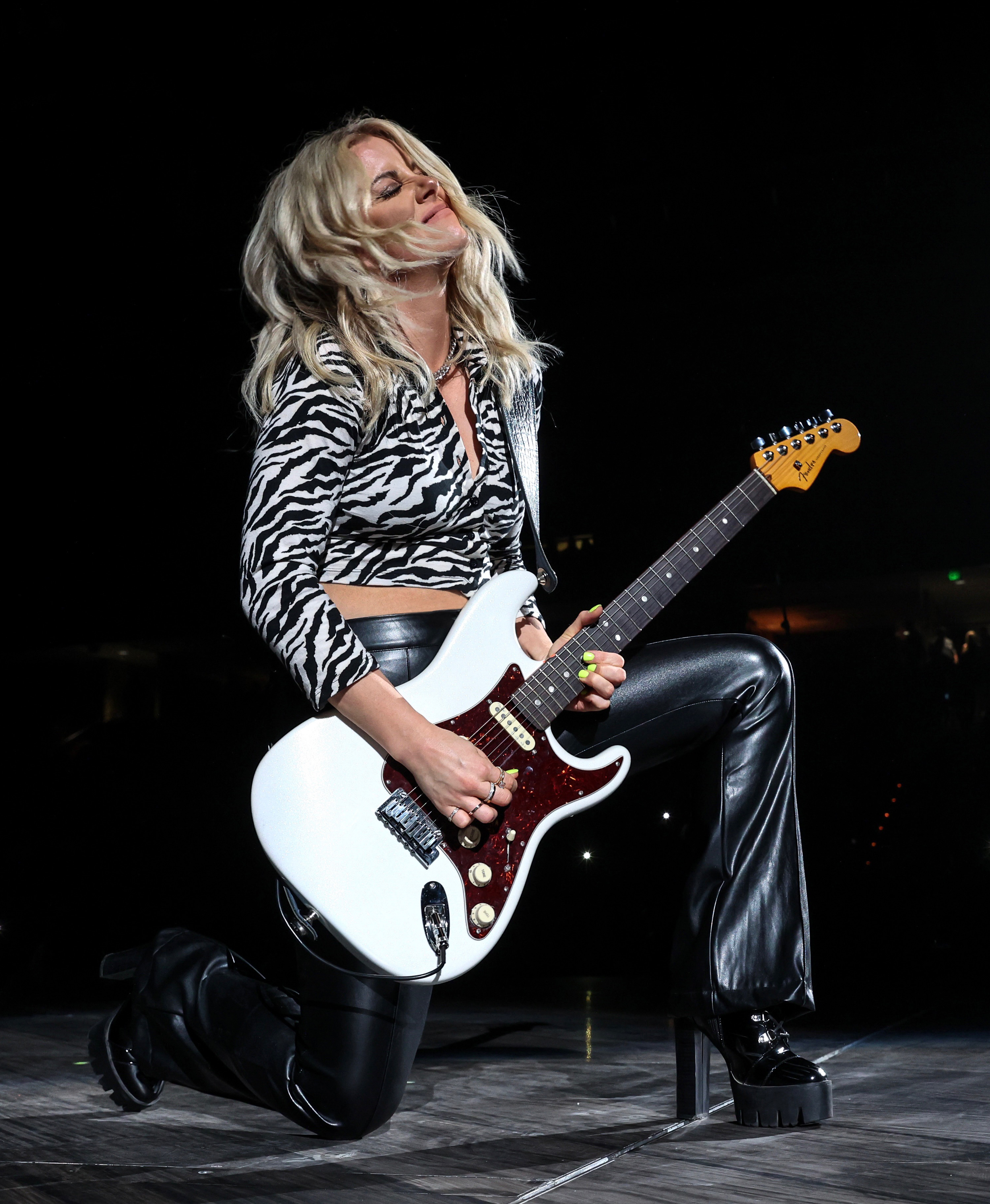
Lindsay Ell (2021)

Lindsay Elizabeth Ell (* 20. März 1989 in Calgary, Alberta) ist eine kanadische Country-Pop-Sängerin, Songwriterin und Gitarristin. Ihre Musik enthält Elemente von Rock und Blues. Sie steht beim US-Plattenlabel Stoney Creek Records unter Vertrag, einem Imprint von Broken Bow Records (BBR). Ihre EP Worth the Wait wurde im März 2017 veröffentlicht. Ihr erstes Country-Album namens The Project wurde im August 2017 veröffentlicht und erreichte Platz eins der Billboard Country Album Sales Charts.

## Jugend
Lindsay Ell begann im Alter von sechs Jahren Klavier zu spielen, bis sie die Gitarrensammlung ihres Vaters im Haus entdeckte und mit acht Jahren auf Gitarre umstieg: „Ich habe mich in die Gitarre verliebt“, sagt Ell. „Sie ist ein großer Teil von mir“. Nachdem sie ihre Leidenschaft für den Blues entdeckte, begann sie im Alter von 10 Jahren mit dem Songwriting.
Ell war Valedictorian (deutsch Jahrgangsbeste) ihrer Klasse an der Bishop Carroll High School in Calgary, die sie ein Jahr früher abschloss. Anschließend studierte sie Wirtschaft an der University of Calgary und Musik am Berklee College of Music, um ihre Musikkarriere fortzusetzen.

## Karriere
Der kanadische Rockmusiker Randy Bachman entdeckte Ell, als sie erst 15 Jahre alt war. Bachman beschrieb sie als „die talentierteste und facettenreichste Künstlerin, die mir seit vielen Jahren begegnet ist“ Bachman war Co-Autor und Produzent ihres ersten Albums Consider This. Aufgenommen wurde das Album in Bachman’s Studio auf Saltspring Island, wobei Ell selbst die meisten der elf Songs mitschrieb. Das Album wurde 2006 auf Bachman’s Plattenlabel Ranbach Music veröffentlicht und von Fontana North vertrieben. 2008 tourte sie mit dem Blues-Gitarristen Buddy Guy. Auf ihrem 2009 erschienenen Album Alone ging sie im Vergleich zu ihrem Debüt zu einem eher akustischen Sound über. Mit diesem Album machte sie ihre erste Reise als Songwriterin nach Nashville, die sie zu ihren Country-Wurzeln zurückführte. Einige Jahre pendelte sie zwischen Calgary und Nashville, um an Songwriting-Sessions teilzunehmen und so viele Live-Shows wie möglich zu spielen, um damit ihr Handwerk zu verfeinern. Im Alter von 21 Jahren zog sie endgültig nach Nashville und unterschrieb beim US-Plattenlabel Stoney Creek Records.
Im Dezember 2013 debütierte Ells erste offizielle Single Trippin’ on Us als der meistgespielte Song im Country-Radio sowohl in Kanada als auch in den Vereinigten Staaten mit über 50 Neueinspielungen in der ersten Woche. Seitdem wurde sie von der Guitar World als „eine wahre dreifache Bedrohung“, von Taste of Country als ein „Star in der Entstehung“ und von Country Weekly als „eine unverwechselbare Figur im Lager der modernen Country-Aufnahmen“ bezeichnet.
Ell ist eine Gitarristin, deren Stil von John Mayer, Keith Urban, Stevie Ray Vaughan, Tommy Emmanuel, Chet Atkins, Buddy Guy, Randy Bachman, Eric Clapton und Jimi Hendrix beeinflusst wurde. Sie spielt normalerweise auf einer maßgefertigten Les Paul Goddess oder einer Martin-Akustikgitarre.
Ell debütierte am 15. April 2014 in der Grand Ole Opry – der langlebigsten Radioshow der US-Rundfunkgeschichte – und hat seitdem mehrere Auftritte in dieser Show absolviert.
Am 24. März 2017 veröffentlichte Ell ihre Debüt-EP Worth the Wait mit sechs Songs, darunter eine Coverversion von John Mayers Stop This Train.„Worth the Wait zeigt Ells Talent in allen Bereichen, als Gitarristin, Sängerin und Songschreiberin“, schrieb Sounds Like Nashville in einer Rezension des Projekts.
Am 28. Januar 2018 sang Ell die kanadische Nationalhymne O Canada beim 63. National Hockey League All-Star Game und im März 2018 trat sie beim sechsten C2C: Country to Country-Festival in London auf.
Am 29. Juli 2020 flog Ell auf Anfrage ihres Labels nach Nashville, um als Gastkünstlerin einen Remix für die neu veröffentlichte Single Faithful ihres Labelkollegen Tucker Beathard einzuspielen. Der Track war die erste Promo-Single, die nach der Ankündigung seines kommendem Album mit dem Titel KING veröffentlicht wurde. Allerdings wurde die Version – auf der sie zu hören ist – nicht auf dem Album veröffentlicht und konnte stattdessen nur über YouTube gestreamt werden.

## Tourneen (Auswahl)
- We Are Pioneers World Tour (2013/2014) – im Vorprogramm von The Band Perry
- CMT Next Women of Country Tour (2016) – im Vorprogramm von Jennifer Nettles
- Life Amplified World Tour (2017) – im Vorprogramm von Brad Paisley
- Weekend Warrior World Tour (2017/2018) – im Vorprogramm von Brad Paisley[19]
- Still the Same Tour (2018) – im Vorprogramm von Sugarland[20]
- Graffiti U World Tour (2018) – im Vorprogramm von Keith Urban[21]
- Monster Energy Outbreak Tour (2018/2019) – als Headliner[22]

Ell wurde von der US-Countryband The Band Perry ausgewählt, um die We Are Pioneers World Tour zu eröffnen, die 2013 und 2014 rund 50 Termine in Europa und Nordamerika umfasste. Außerdem hat sie Tourneen von Keith Urban, Luke Bryan, Buddy Guy, Big & Rich, Gretchen Wilson, Ronnie Dunn, Paul Brandt und Chris Isaak unterstützt.

## Diskografie
- 2008: Consider This
- 2009: Alone
- 2017: The Project (Album)
- 2018: The Continuum Project
- 2020: Heart Theory

## Auszeichnungen
- 2015: Female Artist of the Year – Association of Country Music in Alberta[25]
- 2019: Interactive Artist of the Year – Canadian Country Music Association[26]
- 2020: Interactive Artist of the Year – Canadian Country Music Association[27]